# Partia Chrześcijańsko-Społeczna (Galicja)
Partia Chrześcijańsko-Społeczna (Християнськo-Суспільна Партія, ChSP) – umiarkowana ukraińska partia konserwatywna, założona we Lwowie w 1911.
Powstała na bazie Katolickiego Związku Rusko-Ludowego (KRNP, istniejącego od 1896).
Przewodniczącym był Ołeksandr Barwinśkyj. Partia posiadała przedstawicieli w parlamencie wiedeńskim i Sejmie Krajowym Galicji. Jej organem był dziennik „Rusłan”.
W latach 1919–1923 partia działała w Radzie Międzypartyjnej («Міжпартійній Раді»). 
Od połowy lat 20. XX wieku jej rola słabła. Wówczas przywódcami partii byli Kyryło Studynśkyj i D. Łopatynśkyj.
Część członków partii przeszła do lojalnej Polsce Ukraińskiej Katolickiej Partii Ludowej (UKNP). 